# Tetragnatha nigricans
Tetragnatha nigricans är en spindelart som beskrevs av Raymond Comte de Dalmas 1917. Tetragnatha nigricans ingår i släktet sträckkäkspindlar, och familjen käkspindlar. Inga underarter finns listade i Catalogue of Life.